# Eucheilota foresti
Eucheilota foresti is een hydroïdpoliep uit de familie Lovenellidae. De poliep komt uit het geslacht Eucheilota. Eucheilota foresti werd in 1979 voor het eerst wetenschappelijk beschreven door Goy. 